# Moa Kikuchi
Moa Kikuchi (jap. 菊地 最愛 Kikuchi Moa; ur. 4 lipca 1999, znana też jako Moametal) – japońska piosenkarka i modelka.
Moa Kikuchi znana jest przede wszystkim z występów w zespole Babymetal, którego członkinią pozostaje od 2010 roku. Wydany w 2014 roku debiutancki album tejże formacji pt. Babymetal został wyróżniony złotą płytą w Japonii znalazłszy 100 tys. nabywców. W 2015 roku wraz z grupą otrzymała branżowe nagrody Kerrang! Award i Metal Hammer Golden Gods Award. Kikuchi była też członkinią zespołów Sakura Gakuin, Twinklestars i Mini-Patissier.